# DJ Hurricane
DJ Hurricane, de son vrai nom Wendell Timothy Fite (né le 12 janvier 1965 à Dallas, au Texas), est un rappeur américain. Il est un ancien membre des groupes Solo Sounds et The Afros et enregistre trois albums solo, auxquels participent de nombreux artistes de renom tels que Xzibit et Public Enemy.

## Biographie
DJ Hurricane, l'un des plus grands artistes hip-hop de New York, développe ses compétences aux côtés de Run–DMC dans le quartier de Hollis, dans le Queens, à New York. Sa première expérience hip-hop se fait avec Davy DMX, le premier DJ hip-hop de Hollis. Hurricane devient le rappeur du crew The Solo Sounds, qui se produisait lors de fêtes de quartier et d'événements de promotion de Russell Simmons. Il était également membre du Hollis Crew. Hurricane commence à faire des rimes à l'âge de 13 ans, Jam Master Jay et Hurricane étaient les meilleurs amis de l'école.
Lorsque Jam Master Jay est devenu DJ pour Run-DMC, il demande à Hurricane de venir en tournée. En tant que garde du corps lors de la tournée Raising Hell de 1986, il se lie d'amitié avec les Beastie Boys, qui assuraient la première partie de la tournée. Hurricane et Davy DMX collaborent et enregistrent l'album Davy's Ride en 1987. Lors de la tournée suivante, le Together Forever Tour, avec Run-DMC, les Beastie Boys et Davy DMX, Hurricane se produit tous les soirs avec les trois groupes. Hurricane forme ensuite le groupe de variétés The Afros, basé à Hollis, avec DJ Kippy-O et Kool Tee. Les Afros sont le premier groupe signé sur le label JMJ Records de Jam Master Jay, et sortent le single Feel It et l'album Kickin' Afrolistics en 1990. Ils font des apparitions dans divers clips et concerts de rap avant de se dissoudre.
Lorsque les Beastie Boys se retrouvent sans DJ, ils demandent à Hurricane de les remplacer et il leur rend service. Peu de temps après, les Beastie Boys lui rendent la pareille et lui offrent la possibilité d'être leur DJ exclusif, ce qui durera 13 ans. En 1993, avec les Beastie Boys, il contribue au morceau It's The New Style pour l'album No Alternative produit par la Red Hot Organization au profit de la lutte contre le SIDA. DJ Hurricane produit également des chansons sur l'album Fundafied de MC Breed, dont le titre This Is How We Do It 1 avec George Clinton en 1994. Alors que les Beasties gagnent en notoriété au fil des albums dans les années 1990, Hurricane se retrouve sous les feux de la rampe et sort son premier album solo en 1995 sur Grand Royal, intitulé The Hurra (les Beastie Boys, MC Breed et Sen Dog figurent parmi les artistes invités). Le single Stick 'em Up est le premier single de la bande originale du film CB4. Hurricane crée sa propre société de production, Don't Sleep Productions, en 1999.
Après s'être séparé des Beasties avant leur album Hello Nasty en 1998, Hurricane coécrit le morceau Three MC'S and One DJ pour les Beastie Boys. Hurricane sort son deuxième album Severe Damage sur Wiija Records au Royaume-Uni, qui ne sort qu'au Royaume-Uni et en Asie. Le troisième album solo de Hurricane via TVT, Don't Sleep, le montre beaucoup plus concentré sur le plan conceptuel. Hurricane produit l'intégralité de l'album. Le titre Come Get It avec Flipmode Squad atteint la 73e place du Billboard Hot R&B/Hip-Hop Songs.

## Discographie

### Albums studio
- 1995 : The Hurra
- 1997 : Severe Damage ( par AllMusic[6])
- 2000 : Don't Sleep